# Mysletín
Mysletín (deutsch Misletin) ist eine Gemeinde in Tschechien. Sie liegt sieben Kilometer südlich von Humpolec und gehört zum Okres Pelhřimov.

## Geographie
Mysletín befindet sich in der Křemešnická vrchovina, einem Teil Böhmisch-Mährischen Höhe. Das Dorf liegt rechtsseitig über dem Tal des Jankovský potok in der Quellmulde eines kleinen Zuflusses. Nördlich erhebt sich der Soví hať (619 m), im Osten der Bojanov (665 m), südöstlich die Opálená (652 m) und im Westen der Čihadlo (613 m). Im Nordosten liegt der Stauweiher Vilímek. In der Umgebung des Dorfes befinden sich mehrere Mühlen und Einödhöfe. Der westlich von Mysletín verlaufende Jankovský potok ist wegen seiner Flussperlmuschelpopulation seit 1992 als Nationales Naturdenkmal geschützt.
Nachbarorte sind Staré Bříště und Krasoňov im Norden, Ústí im Osten, Buková und Dudín im Südosten, Polánky, Vyskytná und Petrkov im Süden, Zachotín und Pazderny im Südwesten, Vlčinec im Westen sowie Zálesí, Mladé Bříště und Hojkovy im Nordwesten.

## Geschichte
Die erste urkundliche Erwähnung des Dorfes stammt aus dem Jahre 1226.
Nach der Ablösung der Patrimonialherrschaften wurde Mysletín 1850 zur selbständigen Gemeinde in der Bezirkshauptmannschaft Německý Brod.
1910 kam die Gemeinde zum Bezirk Humpolec und seit 1961 gehört sie zum Okres Pelhřimov. 1976 erfolgte die Eingemeindung nach Zachotín und am 1. Juli 1980 nach Mladé Bříště. Seit 1990 ist Mysletín wieder selbständig.

## Gemeindegliederung
Für die Gemeinde Mysletín sind keine Ortsteile ausgewiesen.

## Sehenswürdigkeiten
- Kapelle Jungfrau Maria Rosenkranz, errichtet im 17. Jahrhundert
- Denkmalgeschützte Linde
- Denkmalgeschützter Ahorn